# Bionaz
Bionaz é uma comuna italiana da região do Vale de Aosta com cerca de 238 habitantes. Estende-se por uma área de 140 km², tendo uma densidade populacional de 2 hab/km². Faz fronteira com Bagnes (CH-VS), Évolène (CH-VS), Nus, Ollomont, Oyace, Torgnon, Valtournenche, Zermatt (CH-VS).

## Demografia
| Variação demográfica do município entre 1861 e 2011                               |
|                                                                                   |
| Fonte: Istituto Nazionale di Statistica (ISTAT) - Elaboração gráfica da Wikipedia |